# كين بارفيلد
كين بارفيلد (بالإنجليزية: Ken Barfield)‏ هو لاعب كرة قدم أمريكية أمريكي، ولد في 19 يوليو 1929 في Sunnyside, Georgia ‏ في الولايات المتحدة، وتوفي في 24 سبتمبر 2000 في جاكسون في الولايات المتحدة.

## وصلات خارجية
- كين بارفيلد على موقع مرجع كرة القدم المحترفة.كوم (الإنجليزية)